# خرم الإبرة
خرم الإبرة  أو ذَحِيَّان (باللاتينية: Lobularia) جنس نباتي يتبع الفصيلة الكرنبية من رتبة الكرنبيات. يضم خمسة أنواع مقبولة وتسعة أنواع لم يحسم أمرها بعد. ينمو معظمها في الوطن العربي (وخاصة في المشرق والمغرب) وحوض البحر الأبيض المتوسط.

## من أنواعهالواطنةفي الوطن العربي
- خرم الإبرة البحري (باللاتينية: Lobularia maritima) في بلاد الشام ومصر والمغرب العربي وبعض مناطق أوروبا
- خرم الإبرة العربي (باللاتينية: Lobularia arabica) في مصر
- خرم الإبرة الليبي (باللاتينية: Lobularia libyca) في مصر والمغرب العربي وبعض مناطق أوروبا
- خرم الإبرة الهامشي (باللاتينية: Lobularia marginata) في المغرب العربي